# Achrosis spurca
Sabaria spurca là một loài bướm đêm trong họ Geometridae.